# KBS Joy
KBS Joy è un canale televisivo via cavo sudcoreano, proprietà di KBS N, una divisione della Korean Broadcasting System. È stato lanciato il 1º novembre 2006.